# 파리의 축구
파리의 축구 전반에 관한 문서이다.

## 연고 클럽
2015-16 시즌을 기준으로 프로리그인 리그 1과 리그 2의 파리 연고지 클럽은 다음과 같다.
| 리그   | 팀                   |
| ------ | -------------------- |
| 리그 1 | 파리 생제르맹 FC     |
| 리그 2 | 파리 FC, 레드스타 FC |

## 파리 더비
RC 파리와 파리 생제르맹과의 더비가 1984-85시즌 그리고 1986-1987시즌부터 1989-1990시즌까지 총 5시즌 동안 프랑스 프로축구 최상위 디비전 (현 리그 1)에서 이루어졌다.
리그 2 소속의 파리 FC와 레드스타 FC가 2015-16 시즌부터 더비를 치르고 있다.